# Синайский, Валентин Никодимович
Валентин Никодимович Синайский  (16 [28] апреля 1891, Новотроицк, Оренбургская губерния, Российская империя — 1 сентября 1981, Кривой Рог, Днепропетровская область) — священнослужитель Русской православной церкви, митрофорный протоиерей.

## Биография
Родился 16 апреля 1891 года в городе Новотроицк (по другим данным — в селе Егорьевка) Оренбургской губернии в семье потомственного священника Никодима Тихоновича Синайского и художницы-иконописицы Елизаветы Михайловны. Был вторым ребёнком из пяти.
Окончил Оренбургскую духовную семинарию, стал законоучителем и регентом в церкви села Подгородняя Покровка. 26 января 1917 года женился на Юлии Аркадьевне Князевской.
Хиротонисан в сан диакона, а 14 мая 1917 года — во пресвитера, с назначением приходским священником в казачью станицу Бузулук.
В июне 1918 года, после приближения Красной армии к Бузулуку, вместе с казаками начал отступление на Дальний Восток, став казацким полковым священником. Во время отступления тяжело заболел сыпным тифом, после чего получил пожизненный радикулит и неутихающие боли в спине.
В декабре 1918 года оказался в Харбине, где скрыв свой духовный сан начал работать конюхом у генерала Дмитрия Хорвата. Казаки доложили Хорвату о священнике и генерал стал хлопотать о восстановлении его в сане.
В 1921 году стал настоятелем прихода Свято-Николаевской церкви в Старом Харбине и законоучителем в местной школе. Показал себя проповедником и организатором, создал хор. За проповеди прихожане называли его Златоустом. К 1923 году собрал достаточно денег и выкупил из СССР жену с дочерью. В 1924 году возглавил строительство нового Старохарбинского храма, возводимого на пожертвования верующих, завершённого в 1926 году.
Летом 1927 года переведён в Преображенский храм (Хайлар) для умиротворения раскола. Стал благочинным округа в 10 приходов, благоустроил храм и наладил приходскую жизнь, был законоучителем в местной гимназии.
В 1932 году в сане протоиерея переведён в Софийский собор (Харбин). Завершил строительство и возглавил приют имени митрополита Мефодия, принявшего волну беженцев детей-сирот из Приморья и Забайкалья.
Вёл долгую переписку с однокурсником по духовной семинарии архиепископом Пекинским Виктором (Святин), который уговорил его перейти из Харбинской в Пекинскую епархию. В начале 1935 года отбыл в Ханькоу, где был определён настоятелем храма святого Александра Невского.
В марте 1938 года переведён в приход в Циндао, где нужно было строить храм для ютившейся в частном доме церкви. К августу 1939 года Софийский храм был построен, расписан художником Задорожным из Харбина.
В начале 1942 года владыка Пекинский Виктор (Святин) стал просить возглавить Тяньцзиньское благочиние, где назревал раскол. В декабре 1942 года отбыл Тяньцзинь, где был настоятелем собора, прослужил до января 1953 года. С 1943 года — ближайший помощник владыки Виктора.
С 1 сентября 1950 года — председатель управления Восточно-Азиатского экзархата. С 1 января 1951 года — председатель Совета духовной миссии в Пекине. Возглавлял посреднические дела между Московской патриархией и Китайскими епархиями, вёл переписку, встречался с консулами и дипломатическими лицами СССР и Китая.
Получил советское гражданство. В январе 1953 года получил разрешение выехать в СССР. Приехал в Свердловск (ныне Екатеринбург), где был назначен настоятелем собора и благочинным области. Купил настоятельский дом, обновил храм, показал себя отличным проповедником, служителем и организатором, знатоком церковного песнопения.
К 1955 году случился инфаркт, написал рапорт о переводе в другой приход. В 1956 году переведён в Вологду — настоятель Богородицкого кафедрального собора, благочинный Вологодского округа.
Позже вновь переведён в Свердловск, где стал настоятелем Всехсвятской церкви на Михайловском кладбище. Со временем отошёл от церковных дел.
В 1962 году переехал за семьёй дочери в город Кривой Рог.
Скончался 1 сентября 1981 года в городе Кривой Рог и был похоронен на Центральном кладбище.

## Награды
- Второй золотой наперсный крест с украшениями (1951);
- Митра.